# Isla Petty
Isla Petty, es una pequeña isla fluvial de aproximadamente 1,8 km², ubicada en el río Delaware entre Pensilvania y Nueva Jersey en los Estados Unidos. Se encuentra entre las ciudades de Filadelfia, Pensilvania y Camden, y puede ser visto tanto desde el puente Benjamin Franklin y el Puente de Betsy Ross. Es la cuarta isla más grande en el cauce del río Delaware. La isla es oficialmente parte de Pennsauken Township, Nueva Jersey.
La pequeña isla está deshabitada, la última estructura residencial se incendió en 1964. Fue objeto de desarrollo industrial en el siglo XX, y ahora es propiedad de Citgo, que utiliza la isla para almacenamiento de combustible. Hay una tripulación de aproximadamente 100 empleados de Citgo que trabajan en la isla. Además, Citgo le dio el arrendamiento de porciones minoritarias de la isla a Crowley Maritime Co., una empresa de transporte marítimo de mercancías a Puerto Rico, y Koch Industries, una empresa de fabricación de asfalto. El extremo occidental de la isla no está desarrollada y tiene un pequeño bosque forestal, La isla tiene escasa fauna debido a las grandes industrias qu allí operan.
En el 2000, la política local en Pennsauken quiere volver a la isla como un centro de rehabilitación del mar, o de lo contrario para instalar restaurantes y un campo de golf. Los grupos ambientalistas se han opuesto a estas medidas, debido a un par de Águilas Cabeza Blanca que viven en la isla. El presidente venezolano Hugo Chávez anunció en abril de 2009 que el gobierno venezolano (propietario de CITGO) donará a la Isla de Nueva Jersey para la restitución de su fauna y flora.